# Flen (comune)
Flen è un comune svedese di 16 065 abitanti, situato nella contea di Södermanland. Il suo capoluogo è la città omonima.

## Località
Nel territorio comunale sono comprese le seguenti aree urbane (tätort):
- Bettna
- Flen
- Hälleforsnäs
- Malmköping
- Mellösa
- Orrhammar
- Skebokvarn
- Sparreholm